# Burglinde Pollak
Burglinde Pollak, född den 10 juni 1951 i Alt-Plötzin nära Werder i dåvarande Östtyskland, är en tidigare östtysk friidrottare inom mångkamp.
Hon tog OS-brons i femkamp vid friidrottstävlingarna 1972 i München.